# Echinopsis leucantha
Echinopsis leucantha là một loài thực vật có hoa trong họ Cactaceae. Loài này được (Gillies ex Salm-Dyck) Walp. mô tả khoa học đầu tiên năm 1843.

## Hình ảnh

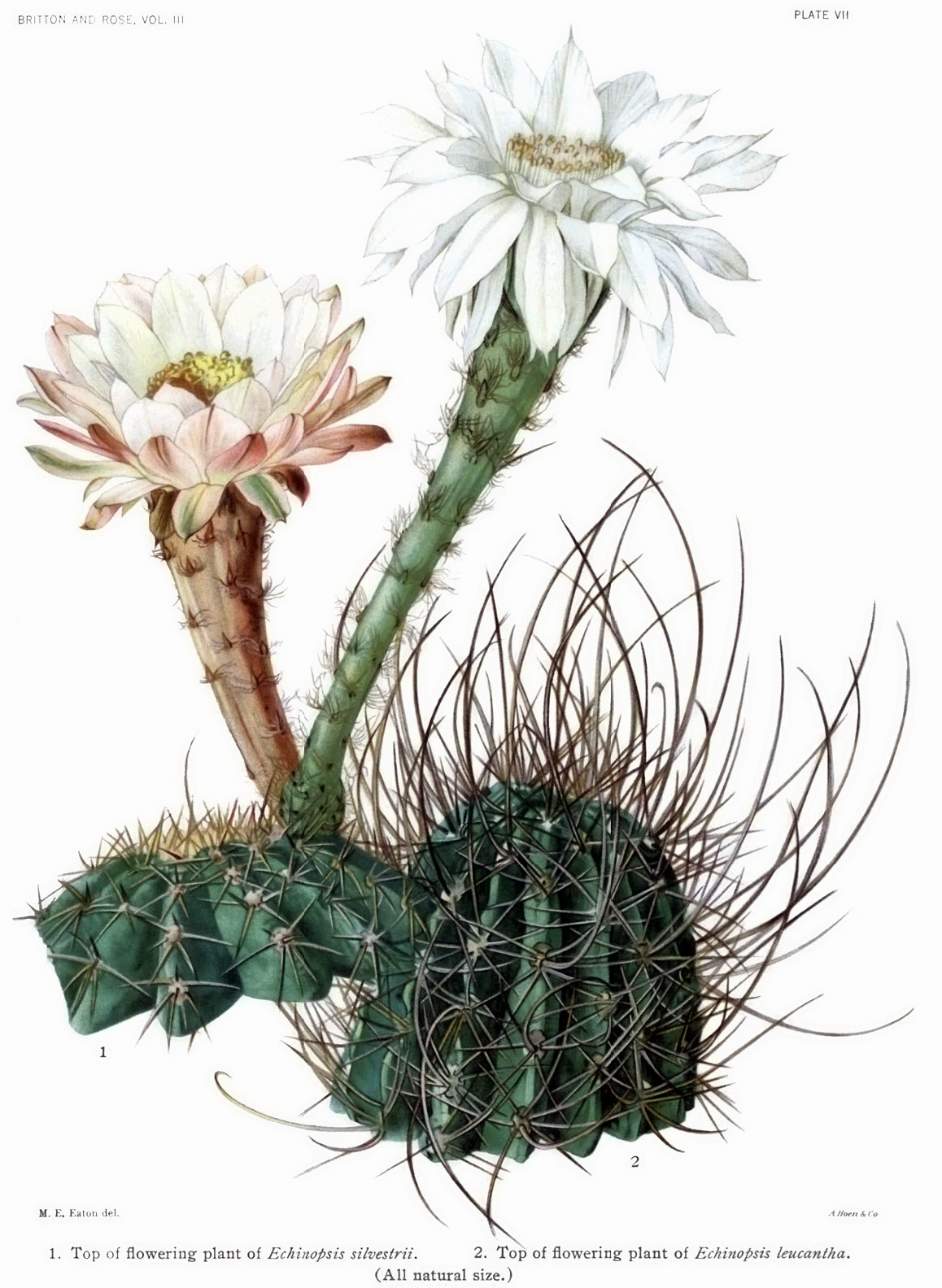
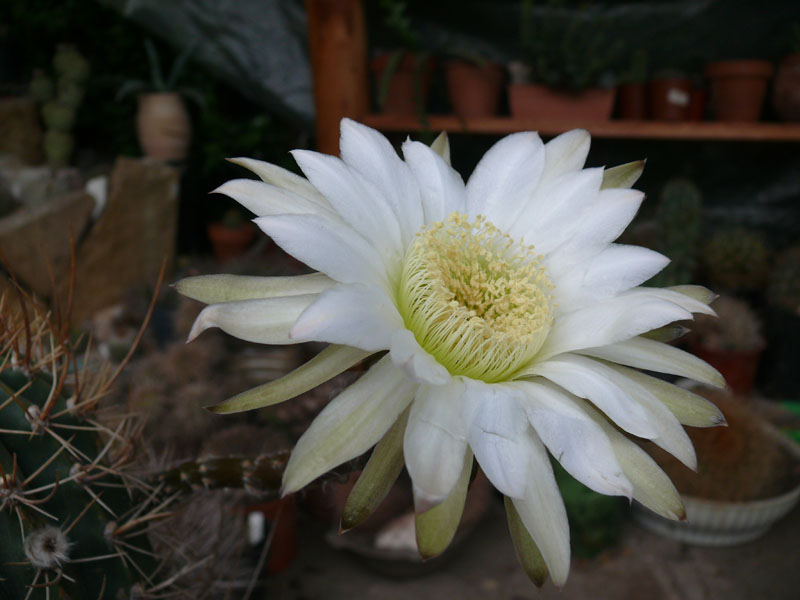